# Саобраћај у Русији
Руска Федерација је највећа земља на свету, а њен европски део чини око 40% површине Европе. Азијски део је већи још много већи од европског. Стога се ова огромна земља протеже кроз низ области, од којих су неке прометно веома важне у светским оквирима. Међутим, због оштре клима, ретке насељености и велике затворености Русије у прошлости многе могућности за развој саобраћаја нису биле искоришћене. И поред тога многи подаци у вези са саобраћајем у Русији су несвакидашњи. Са стабилизацијом земље протеклих година започет је брз и нагли развој на свим пољима, а поље саобраћаја је једно од најважнијих у даљој обнови земље због великих раздаљина као битних чинилаца будућег развоја.
Русија има развијен друмски, железнички, ваздушни и водни саобраћај. Највећи саобраћајни чвор је главни град, Москва, али због пространства државе и постојања јаких обласних средишта, важни саобраћани чворови су и Санкт Петербург, Новосибирск, Јекатеринбург, Нижњи Новгород, Казањ, Ростов на Дону, Владивосток.

## Железнички саобраћај
Погледати: државно предузеће за железницу - Руске Железнице
По подацима из 2003. године укупна дужина железничке мреже у домену јавног саобраћаја у Русији је 87.157 km, од чега је 40.300 km електрификовано. Ово се односи на пруге широког колосека (1520 mm), особене за земље бившег Совјетског Савеза. Поред тога у земљи постоји и око 30.000 km индустријских пруга. У земљи постоји и 957 km пруга уског колосека (1067 mm) на Сахалину. Најважнија железничка чворишта су престонице: данашња Москва и некадашња (Санкт Петербург), које поседују по неколико великих и монументалних железничких станица. Железничка межа тренутно у интензивној обнови, а постоје планови за осавремењавање најстарије железничкње линије у земљи, Москва - Санкт Петербург, како би се на њој кретали возови великих брзина. Због лоших друмских путева жлезница је веома чест вид превоза и постоји низ веома дугих линија. Неке од њих су:
- Транссибирска железница, Москва - Јарослављ - Перм- Јекатеринбург - Омск - Новосибирск - Краснојарск - Иркутск - Хабаровск - Владивосток
- Московско-Санкт Петерсбуршка железница, Москва - Твер - Санкт Петербург
- Бајкалско-Амурска железница, Иркутск - Комсомољск на Амуру
- Севернокавкаска железница, Ростов на Дону - Краснодар - Ставропољ - Грозни - Махачкала
- Октобарскаја железница, Санкт Петербург - Петрозаводск - Мурманск

Градска железница је присутна у великом броју руских градова. Метро систем обично постоји у милионским градовима. Московски метро познат је широм света по својим монументално уређеним станицама из времена Стаљина, али и као један од највећих (12 линија) и најупосленијих метро система на свету. И Санкт Петербург поседује веома велику метро мрежу са тренутно 4 линије. Метро поседују Новосибирск, Казањ, Самара, Нижњи Новгород, Јекатеринбург, а у неким градовима он је тренутно у изградњи. Трамвајске линије посудује низ градова са више од 100 хиљада становника.

Железничка веза са суседним земљама:
Земље Европе:
- Норвешка - не
- Финска - да
- Естонија - да
- Летонија - да
- Белорусија - да
- Украјина - да
- Грузија - да
- Азербејџан - да

Преко Калињинградске Русије:
- Пољска - да, уз промену ширине колосека
- Литванија - да

Земље Азије:
- Казахстан - да
- Монголија - да
- Кина - да, уз промену ширине колосека
- Северна Кореја - да, уз промену ширине колосека

## Друмски саобраћај
Укупна дужина путева у Русији у 1995. години је 948.000 km, од чега је са чврстом подлогом 336.000 km (при чему се под овим подразумевају и путеви типа макадама). Од укупне дужине 416.000 km је у оквиру индистријских подручја и пољопривредних газдинстава, па није под надлежношћу државних предузећа са ову област. Званично постојећи савремени ауто-путеви не постоје, али у Русији постоји велика дужина сличних магистралних путева са 4 или 3 траке на прилазима великим градовима (нарочито у случају Москве). Слично, томе постоје савремен обилазнице око великих градова, тзв. „путни прстени“, а неки попут скоро изграђеног савременог ауто-путног прстена око Санкт Петербурга представљају права градитељска ремек-дела. Такође, постоје наговештаји да ће се ускоро почети градити прве ауто-путне деонице нових путева или прилагођавати већ постојеће деонице старих магистрала.
Државни магистрални путеви се углавном поклапају са светским саобраћајним коридорима и носе двозначну ознаку „М+број“. Путеви нижег ранга данас су у доста лошем стању и испод савремених стандарда су, али се интензивно граде и обнављају.
Државни магистрални путеви су:
- Ауто-пут М1 или Белорусија, Москва - Вјазма - Смоленск - граница са Белорусијом (ка Минску), укупна дужина пута је 440 km.
- Ауто-пут М2 или Крим, Москва - Тула - Орел - Курск - Белгород - граница са Украјином (ка Јалти), укупна дужина пута је 720 km.
- Ауто-пут М3 или Украјина, Москва - Калуга - Брјанск - граница са Украјином (ка Кијеву), укупна дужина пута је 490 km.
- Ауто-пут М4 или Дон, Москва - Вороњеж - Ростов на Дону — Краснодар — Новоросијск, укупна дужина пута је 1543 km.
- Ауто-пут М5 или Урал, Москва — Рјазањ — Пенза — Самара — Уфа — Чељабинск, укупна дужина пута је 1879 km.
- Ауто-пут М6 или Каспиј, Москва - Тамбов — Волгоград — Астрахан, укупна дужина пута је 1381 km.
- Ауто-пут М7 или Волга, Москва - Владимир — Нижњи Новгород — Чебоксари — Казањ — Уфа, укупна дужина пута је 1342 km.
- Ауто-пут М8 или Холмогори, Москва - Јарослављ — Вологда — Архангељск, укупна дужина пута је 1271 km.
- Ауто-пут М9 или Балтик, Москва - Волоколамск - Великије Луки - граница са Летонијом (ка Риги), укупна дужина пута је 610 km.
- Ауто-пут М10 или Русија-Скандинавија, Москва - Тверј — Великиј Новгород — Санкт Петербург - Виборг - граница са Финском (ка Хелсинкију]), укупна дужина пута је 872 km.
- Ауто-пут М11 или Нарва, Санкт Петербург — граница са Естонијом (ка Талину), укупна дужина пута је 142 km.
- Ауто-пут М18 или Кола, Санкт Петербург — Петрозаводск — Мурманск — граница са Норвешком, укупна дужина пута је 1592 km.
- Ауто-пут М20 или Псков, Санкт Петербург — Псков — граница са Белорусијом (ка Минску), укупна дужина пута је 498 km.
- Ауто-пут М29 или Кавказ, Краснодар — Ставропољ - Владикавказ - Грозни — Махачкала — граница са Азербејџаном (ка Бакуу), укупна дужина пута је 1118 km.
- Ауто-пут М51,53,55 или Бајкал, Чељабинск — Курган — Омск — Новосибирск — Кемерово — Краснојарск — Иркутск — Улан Уде — Чита, укупна дужина пута је 4543 km.
- Ауто-пут М52 или Чујски тракт, 	Новосибирск — Барнаул - Бијск — граница са Монголијом, укупна дужина пута је 953 km.
- Ауто-пут М54 или Јенисеј, Краснојарск — Абакан — Кизил — граница са Монголијом, укупна дужина пута је 1111 km.
- Ауто-пут М56 или Лена-Колима, Невер - Алдан - Јакутск - Магадан, укупна дужина пута је 3267 km.
- Ауто-пут М58 или Амур, Чита — Невер — Биробиџан — Хабаровск, укупна дужина пута је 2100 km.
- Ауто-пут М60 или Усуриј, Хабаровск — Усуријск - Владивосток, укупна дужина пута је 760 km.

## Водени саобраћај
Русија је приморска земља са излазом на много мора, али је су та мора најчешће неприступачна (већим делом године залеђена северна мора) или затворена од стране других држава (нрп. Црно море или Балтичко море). Због тога држава има велики број поморских лука, али је светски значајних лука мало из наведених разлога. То су:
- на Балтику - Санкт Петербург, Калињинград
- на Црном мору - Новоросијск, Сочи, Туапсе
- на Азовском мору - Ростов на Дону, Таганрог
- на северним морима - Мурманск, Архангељск, Игарка, Дудинка, Тикси,
- на Пацифику - Петропавловск Камчатскиј, Нахотка, Владивосток

Унутрашњи водни саобраћај Русије је веома развијен, јер постоје изванредни услови за то - равничарски предео, велики број великих и дугих река, окренутост земље на унутрашњем водном саобраћају, где се живи највећи део становника. Дужина путева (пловних река и канала) је чак 101.000 km. Иако окосницу чине само руске реке, попут Волге, Дона, Каме, Оке, Северне Двине, на државну мрежу наслањају и пловни путеви више околних земаља (Летонија, Белорусија, Украјина, Казахстан). 95.900 km пловних путева опслужује речна флота, а на 60.400 km постоји сигнализација за ноћну пловидбу (1994. г.). Овим путевима превезено је 136,6 милиона тона робе и 22,8 милиона путника од стране 53 пловна предузећа 2004. године.
Вештачки прокопани канали играју веома важну улогу у унутрашњем водном саобраћају Русије будући да спајају сва прометно битнија мора и реке и омогућавају пловидбу између различитих делова земље без изласка из територијалних вода. Такоеђ, она знатно скраћују неке природне пловне раздаљине. Око 17.000 km је дужина канала у држави и они су улглавном прокопани у европском делу земље. Најважнији канали у земљи су:
- Московски канал
- Волга-Дон канал
- Северни Јекатерински канал
- Печорско-Камски канал
- Ладошки канал
- Северодвински канал
- Опско-Јенисејски канал
- Беломорско-Балтички канал

Превоз по језерима је такође интензиван, а најзначајнији је на Каспијском језеру, где је међународног карактера, а које је повезано и са светским морима вештачким путем (Волга, канал Волга-Дон, Дон, излаз на Азовско море]). Најважније луке на њему су Астрахан и Махачкала. Поре тога на свим руским рекам су честе бране и вештачка језера, која омогућију лакшу и безбеднију пловидбу. Познат је низ огромних вештачких језера на Волги.
Трговачка фолта Русије броји 695 бродова.

## Гасоводи и нафтоводи
Гасовод: непознато
Нафтовод: непознато

## Ваздушни транспорт
Будући да је Русија огромна и ретко насељена земља са много изолованих градова и области, ваздушни саобраћај има велики значај него у другим земљама. Неки градови на крајњем северу и далеком истоку државе зависе искључиво од ове врсте саобраћаја. Томе треба и то да је Русија једна од најважнијих земаља у космичком истраживачком програму и да руска држава управља са пар активних космодрома (најпознатији Бајконур). Такође, Русија има развијену индустрију везану за ваздухопловни саобраћај на свим пољима.
У Русији постоји велики број авио-предузећа, од којих је најпознатије и највеће државно предузеће Аерофлот, једно од најважнијих на целом свету. Највећи број авио-предузећа су обласног типа - обично свака руска државна јединица (област, савезна република) има своје авио-предузеће, које најчешће одржава авио-линије између обласних већих градова са Москвом, Санкт Петербургом или неким другим милионским градом у држави.
У земљи постоји чак 2743 званично уписаних аеродрома 2002. године, од чега 630 са чврстом подлогом (погледати: Аеродроми у Русији). Чак 137 аеродрома је уврштено на листу међународних аеродрома са IATA кодом (IATA Airport Code). Најпознатији од њих су:
- Међународни аеродром „Шереметјево“ у Москви - SVO
- Међународни аеродром „Домодедово“ у Москви - DME
- Аеродром „Внуково“ у Москви - VKO
- Аеродром „Пулково“ у Санкт Петербургу - LED
- Аеродром „Толмачево“ у Новосибирску - OVB
- Међународни аеродром „Казањ“ у Казању - KZN
- Међународни аеродром „Курумох“ у Самари - KUF
- Међународни аеродром „Колцово“ у Јекатеринбургу - SVX
- Аеродром „Ростов на Дону“ у Ростову на Дону - ROV
- Међународни аеродром „Јемељаново“ у Краснојарску - KJA
- Међународни аеродром „Артјом“ у Владивостоку - VVO
- Аеродром „Сочи“ у Сочију - AER

Москва је најважније ваздухопловно чвориште у Русији и једно од највећих у свету са три велика аеродрома (Шереметјево, Внуково, Домодедово) и још неколико мањих. Већина других значајних аеродрома су типични аеродроми уз велике градове. Изузетак је Аеродром у Сочију, чији промет се највише ослања на летњи туризам. Туристички оптерећенији је и санктпетерсбуршки аеродром Пулково.